# Ковалёв, Тарас Евдокимович
Тарас Евдокимович Ковалёв (бел. Тарас Еўдакімавіч Кавалёў; 25 февраля 1900, д. Войнилы, Могилёвская губерния, Российская империя — 1979, СССР) — советский военачальник, полковник (29.02.1940, 29.08.1955).

## Биография
Родился 25 февраля 1900 года в деревне Войнилы, ныне агрогородок Войнилы в Чаусском районе Могилёвской области Белоруссии. Белорус.
В Первую мировую войну, с августа по ноябрь 1916 года, Ковалёв был санитаром в военном госпитале в города Могилёв.

### Военная служба

#### Гражданская война
13 августа 1918 года добровольно вступил в РККА и был зачислен в запасной полк в город Чериков Могилёвской губернии. В августе 1919 года переведен в запасной полк в город Смоленск, а оттуда с маршевой ротой убыл на Западный фронт в 162-й стрелковый полк. В начале 1920 года был откомандирован в 10-й железнодорожный дивизион, переформированный затем в 3-й железнодорожный полк. Здесь служил ремонтным рабочим до сентября 1921 года, затем поступил курсантом в 1-ю Московскую железнодорожную школу техников.

#### Межвоенные годы
В июне 1922 года Ковалёв переведен в Егорьевскую теоретическую школу Красного Воздушного флота. После прохождения теоретического курса с марта 1924 года продолжил учёбу сначала во 2-й военной школе летчиков в городе Борисоглебск, а с марта 1925 года — в Серпуховской военной школе воздушного боя. По окончании последней в апреле 1926 года назначен младшим летчиком в 5-ю истребительную авиаэскадрилью ВВС БВО в город Смоленск. В 1926 году вступил в ВКП(б).
С октября 1927 года по июнь 1929 года находился на курсах при школе воздушного боя в городе Оренбург. С 14 июля по 30 декабря 1929 года командиром авиазвена и отряда принимал участие в боях на КВЖД. По окончании боевых действий служил в той же эскадрилье в городе Спасск. С апреля 1931 года по май 1932 года проходил подготовку на КУНС при Военно-воздушной академии РККА им. профессора Н. Е. Жуковского. По возвращении в той же эскадрилье командовал отрядом. В марте 1933 года назначен командиром 20-й истребительной авиаэскадрильи ВВС ОКДВА.
В марте 1934 года переведен в УВО на должность командира и комиссара 73-го отдельного истребительного авиаотряда в город Киев. Затем этот отряд был переформирован в 5-ю авиаэскадрилью, а Ковалёв командовал ею до декабря, затем направлен на учёбу в Липецкую высшую летно-тактическую школу ВВС. В феврале 1936 года окончил её и был назначен командиром 36-й истребительной авиаэскадрильи в город Житомир.
В октябре 1937 года майор Ковалёв вновь был направлен на Дальний Восток на должность командира 2-й истребительной авиаэскадрильи ВВС ОКДВА. С июня 1939 года исполнял должность помощника командира 73-го авиаполка ВВС 2-й Отдельной Краснознаменной армии, в феврале 1940 года принял командование 301-м истребительным авиаполком. В феврале 1941 года полковник Ковалёв был назначен заместителем командира 69-й смешанной авиадивизии Дальневосточного фронта, с 29 апреля вступил в должность заместителем командующего по истребительной авиации Дальневосточной зоны ПВО.

#### Великая Отечественная война
С началом войны в той же должности. В марте 1942 года полковник назначен заместителем командующего по ВВС 15-й армии.
С 5 августа 1942 года допущен к исполнению должности командира 296-й истребительной авиадивизии в составе 11-й воздушной армии.
В декабре 1942 года был переведен на должность командира 300-й штурмовой авиадивизии, входившей в состав ВВС САВО в городе Сталинабад. В ноябре 1943 года дивизия была направлена в резерв ВГК в город Тула. С мая 1944 года она вошла в состав 1-го смешанного авиакорпуса. С 24 по 27 июня 1944 года дивизия в составе 16-й воздушной армии 1-го Белорусского фронта участвовала в Бобруйской наступательной операции. За 3 дня боев она произвела 511 самолёто-вылетов на бомбардировку и штурмовку войск противника. С 14 по 24 января 1945 года она участвовала в Варшавско-Познанской наступательной операции, в прорыве обороны противника с плацдарма на реке Висла южнее Варшавы и наступлении в общем направлении на Радом, Лодзь, Познань, поддерживая соединения 9-го танкового корпуса. Полковник Ковалёв лично находился на КП танкового корпуса и руководил боевыми действиями штурмовиков на поле боя. В результате боевых действий части дивизии совместно с танкистами разгромили немецкую механизированную дивизию в районе Опочно, где противник потерял до 3000 автомашин. Всего за этот период дивизия совершила 282 самолёто-вылета, в которых уничтожила 5 танков, задержала продвижение до 3250 автомашин, повозок с грузами и живой силой, уничтожила 2 склада с боеприпасами, 2 автоцистерны, создала до 22 очагов пожаров, уничтожила до 950 солдат и офицеров противника. Дивизии, как отличившейся в боях за овладение городом Томашов, было присвоено наименование «Томашовская».
В конце февраля 1945 года полковник Ковалёв был переведен на должность командира 197-й штурмовой авиационной Демблинской Краснознаменной дивизии и в составе 6-го штурмового авиакорпуса воевал до конца войны. Её части принимали участие в Восточно-Померанской и Берлинской наступательных операциях. В качестве ведущего группы Ковалёв лично совершил два успешных боевых вылета на Берлин.
За время войны комдив Ковалёв был пять раз персонально упомянут в благодарственных приказах Верховного Главнокомандующего.
24 июня 1945 года участвовал в историческом параде Победы.

#### Послевоенное время
После войны он продолжал командовать этой дивизией в ГСОВГ. 10 октября 1946 года был уволен в запас.
15 сентября 1949 года вновь определён в кадры Советской армии и назначен старшим офицером отдела специальной подготовки Управления боевой подготовки истребительной авиации Войск ПВО страны.
С 17 февраля 1951 года был членом квалификационной комиссии — старшим летчиком-штурманом по рассмотрению материалов по присвоению классов летному составу при командующем Войсками ПВО страны.
С 10 марта 1953 года исполнял должность заместителя начальника штаба 24-й воздушной армии ГСВГ по пункту управления и наведения истребительной авиации.
12 сентября 1955 года полковник Ковалёв уволен в запас.

## Награды
- орден Ленина (21.02.1945)[5]
- три ордена Красного Знамени (03.11.1944[5], 08.03.1945[6], 19.11.1951[5])
- орден Суворова II степени (29.05.1945)[7]

медали в том числе:
- - «XX лет Рабоче-Крестьянской Красной Армии» (1938)[6]
  - «За победу над Германией в Великой Отечественной войне 1941—1945 гг.»
  - «За взятие Берлина»
  - «За освобождение Варшавы»
  - «Ветеран Вооружённых Сил СССР»

Приказы (благодарности) Верховного Главнокомандующего в которых отмечен Т. Е. Ковалёв.
- За овладение штурмом овладели крупным промышленным центром Польши городом Радом — важным узлом коммуникаций и сильным опорным пунктом обороны немцев. 16 января 1945 года. № 222.
- За овладение крупнейшим промышленным центром Польши городом Лодзь и городами Кутно, Томашув (Томашов), Гостынин и Ленчица — важными узлами коммуникаций и опорными пунктами обороны немцев. 19 января 1945 года. № 233.
- За овладение штурмом городом Калиш — важным узлом коммуникаций и сильным опорным пунктом обороны немцев на бреславском направлении. 24 января 1945 года. № 250.
- За овладение городами Бервальде, Темпельбург, Фалькенбург, Драмбург, Вангерин, Лабес, Фрайенвальде, Шифельбайн, Регенвальде и Керлин — важными узлами коммуникаций и сильными опорными пунктами обороны немцев в Померании. 4 марта 1945 года. № 288.
- За овладение городами Штаргард, Наугард, Польцин — важными узлами коммуникаций и мощными опорными пунктами обороны немцев на штеттинском направлении. 5 марта 1945 года. № 290.